# Conradi-Horster

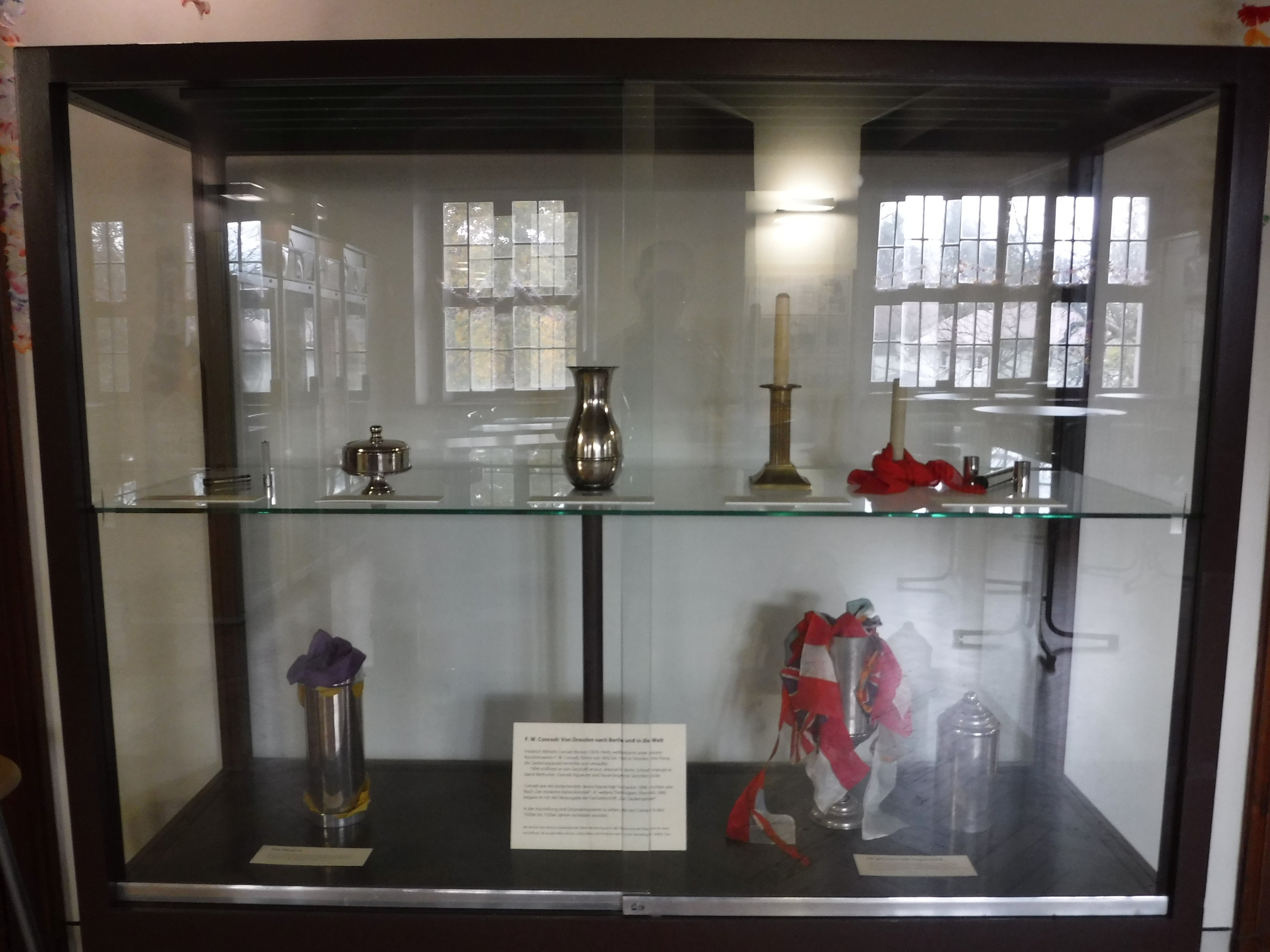
Vitrine mit Zauberutensilien von F. W. Conradi im Zauberschloss Schönfeld

Friedrich Wilhelm Conrad Horster (*  15. Januar 1870 in Crossen an der Oder; † 1944 in Strausberg), Künstlername Conradi-Horster, war ein deutscher Zauberkünstler mit über 6000 abendfüllenden Vorstellungen. Er war Schöpfer von Kunststücken und Zauberapparaturen, Autor von etwa 50 Fachpublikationen, Vereinspräsident der „Zauberfreunde“ und Freund und Berater international bekannter Zauberkünstler seiner Zeit.

## Leben
Friedrich Wilhelm Conrad Horster wurde als Sohn einer preußischen Beamtenfamilie geboren. Er hatte als Zehnjähriger im damaligen Tetschen-Bodenbach anlässlich eines Gastspiels von Amanda Oeser-Ganser, der späteren Armida, eine erste Berührung mit der Zauberkunst. Als Schüler beendete sein erster literarischer Versuch auf dem Gebiet der Zauberkunst seinen Besuch der Dresdener Kreuzschule. Nach seiner Kaufmannsausbildung wurde er Mitinhaber des Hamburger Handelshauses Borwig & Horster, hatte vertretungsweise 1888 seinen ersten Auftritt mit einer abendfüllenden Bühnenschau in Neumünster und erweiterte bald das Sortiment des Unternehmens um Zauberartikel.
Infolge der Choleraepidemie von 1892 wurde der Sitz des Handelshauses Borwig & Horster nach Dresden verlegt. Ein Verlag wurde gegründet, der später in Berlin alsHorsterscher Verlag firmierte. Horster gab den viel beachteten und in mehrere Fremdsprachen übersetzten Modernen Kartenkünstler sowie eine periodische Zeitschrift heraus. Für die jährlichen Nordlandreisen von Kaiser Wilhelm II. lieferte Horster die Programme und Ausstattungen. In das Jahr 1896 fällt die Schaffung der ersten Zauberapparatefabrik auf dem Kontinent Horster & Kluge.
Nach einer Zwischenetappe in Nürnberg wurde 1903 (Berlin-)Schöneberg der Sitz seiner Akademie für magische Kunst und des Horster’schen Verlags. Mit der 1904 erfolgten Verlegung in das Berliner Zentrum (Friedrichstraße 17) mit Fabrikation, Ladengeschäft und Versandhandel errang das Unternehmen, das dann in Zauber-Zentrale umbenannt wurde, internationales Ansehen und wurde in Fachkreisen als Mekka der Zauberer bezeichnet.
Conrad Horster starb an seinem Zweitwohnsitz in Strausberg bei Berlin. Das Ladengeschäft im Haus Friedrichstraße 17 wurde in eine Lebensmittel-Behelfsverkaufsstelle umgewandelt, die Zauber-Zentrale aber erst 1990 geschlossen.

## Schriften
- F. W. Conradi: Der humoristische Zauberkünstler. (= Magische Bibliothek, Band 12.) 2. Auflage, Horster’scher Verlag, Berlin 1918.